# 教父 (基督教歷史)
教父（英語：Church Fathers，或），又譯為天主教早期教父（Early Church Fathers），他們是基督宗教的早期作家及宣教師，以天主教會為主。他們的著作被認定具備權威，可以作為教會的教義指引與先例。他們包括許多著名的教會神學家、主教和護教士，但是不一定是教會認定的聖人，有些教父甚至被教會判定為“異端”。

## 定義
教父的原義為“父親”或“父老”，早期基督教會以此頭銜來稱呼教會長老。研究教父們著作的學問，也因此被稱為教父學（patristics）。這些教父生活的年代，約介於新約時代末期，或使徒時代（Apostolic Age，約公元1世紀）末期，一直到451年的迦克墩公會議，或8世紀的第二次尼西亞公會議之間。
他們共同的主要特徵有：
- 年代古遠（Antiquitas Ecclesiae）
- 正統教義（Doctrina Orthodoxa）
- 聖潔生活（Sanctitas Vitae）
- 教會嘉許（Approbatio Ecclesiae）

## 歷史及影響
教父們的著作大都對後世基督教教義和神學有很深遠的影響，是研究基督教歷史和神學思想史的重要依據。尤其在傳統的基督教中，教父們的著作是教會信仰的基石。但隨著教父生存的时代、文化和社会不同，對《聖經》和神学上的思想也随之不同，因此其主張與現代的基督教教義仍有不能協調之處。
教父們的著作在基督教教義和神學體系的發展中是歷史的重要階段。教父們為了使基督教信仰更具吸引力和知識更充實，便開始將《聖經》教訓與古希臘哲學融合。在早期基督教（公元2-5世紀）時期的教父思想，由於是根據《聖經》和利用新柏拉圖主義建立的，一般稱為「教父哲學」。教父的神學思想在「聖經神學」與「經院神學」之間，有承上啟下的作用。由於這個原因，此階段的神學思想一般稱為「教父神學」。
在早期教会，使徒以后以初代至二代的教会作家们被稱为使徒教父。以第一次尼西亚公会议（即公元325年）為界，分別稱为「尼西亚前教父」和「尼西亚后教父」。
用拉丁文写作的教父被稱为「拉丁教父」，而使用希腊文的被稱为「希腊教父」。

## 著名教父

### 希臘教父
使用希臘文寫作的基督教教父，被稱為希臘教父，著名的代表有克莱孟一世、俄利根等。

### 拉丁教父
使用拉丁文寫作的教父，被稱為拉丁教父。特土良被推崇為第一位拉丁教父，其他著名代表，還有居普良、希波的奧古斯丁等人。

## 教父列表
此等譯名部分依中華信義神學院對古教父選集的譯名，如有更普遍或歷任教宗列表中有相對名稱者則相應更改。
- 亞歷山太的亞歷山大
- 加帕多家的亞歷山大
- 昂博罗削
- 亞納多留斯
- 教宗安塞羅
- 亞弗拉哈特
- 亞基老
- 亞挪比烏
- 亞歷山太的亞他那修
- 雅典那哥拉
- 希波的奥古斯丁
- 巴拿巴书的作者
- 該撒利亞的巴西流
- 亞歷山大的區利羅
- 該猶
- 教宗
- 亞歷山太的革利免
- 教宗克萊孟一世
- 柯模典
- 居普良
- 耶路撒冷的區利羅
- 羅馬的狄尼修
- 敘利亞的以法蓮
- 該撒利亞的優西比烏
- 教宗法比安
- 马赛的根拿丢
- 教宗額我略一世
- 聖耶福列木
- 拿先素斯的貴格利
- 女撒的貴格利
- 神行者額我略
- 波提亞的希拉流
- 希坡律陀
- 安提阿的依格那修
- 教宗依諾增爵一世
- 里昂的愛任紐
- 耶柔米
- 大馬士革的約翰
- 聖金口若望（屈梭多模）
- 儒略·亞非利加努
- 殉道者游斯丁
- 拉克單丟
- 教宗良一世
- 梅篤丟斯
- 米努修·菲利克斯
- 偽教宗諾範
- 俄利根
- 旁非羅
- 帕皮亞
- 亞歷山太的彼得
- 斐雷亞
- 教宗庇護四世
- 坡旅甲
- 朋田努
- 魯非諾
- 尼斯福鲁斯·卡利克斯特·桑卓普洛斯
- 君士坦丁堡的蘇格拉底
- 所左門努
- 他提安
- 特土良
- 狄奧多勒
- 亞歷山太的提阿非羅
- 教宗烏爾巴諾一世
- 勒寧的文森
- 薩費林努斯
- 馬吉安